# ハードル競走

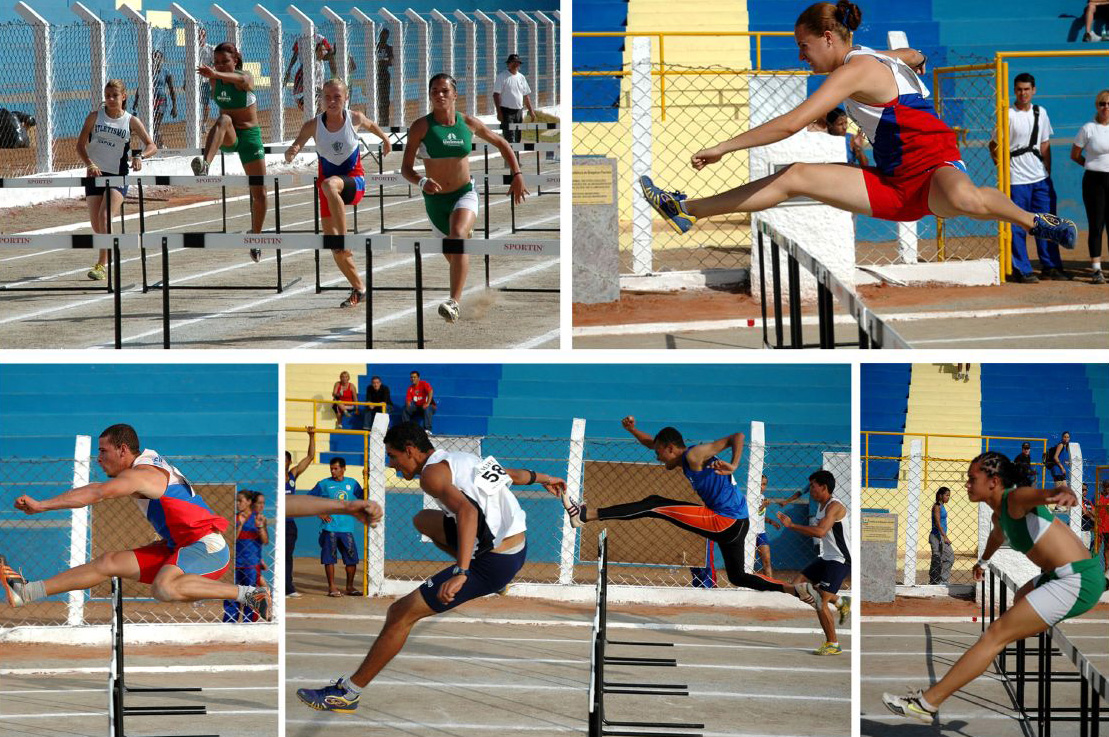

ハードル競走（ハードルきょうそう）は、レーンごとに設置されたハードルを飛越する陸上競技。競技規則（Technical Rules：TR）22で定められている。

## 距離
ハードル競走の標準距離は、男子（一般、U20、U18）では110メートルと400メートル、女子（一般、U20、U18）では100メートルと400メートルである（TR22.1）。各レーンには10台のハードルを配置する（TR22.1）。
これら以外の距離も実施されることがあり、まとめると以下のようになる。
- 60メートルハードル
- 80メートルハードル
- 100メートルハードル
- 110メートルハードル
- 200メートルハードル
- 400メートルハードル

## ハードル
ハードルの規格に関しては、上部のバーは木または他の非金属性の適当な材料とするなどの規定がある（TR22.2）。

## 規則
ハードル競走はレーンを走る競技で、各競技者はスタートからフィニッシュまで決められたレーンのハードルを越えて走る必要がある（TR22.6）。ハードルは上端中央部に少なくとも3.6kgの力を水平に加えると倒れるように設計されている（TR22.2）。
トラックの周回上に設置された障害物や水濠を越えていく障害物競走の「障害物」は幅が広く、ハードル競走（TR22）のレーンごとに配置される「ハードル」とは異なり競技規則上も区別されている。障害物競走の障害物は足をかけても倒れない点も異なる。
ハードル競技ではハードルを越えるための要件も細かく決められており、競技者はつぎのことをすると失格となる。
1. ハードルを越えるときに、足または脚がハードルをはみ出てバーの高さより低い位置を通ったとき（TR22.6.1）[1]。
2. 手や体、振り上げ脚の上側でハードルを倒すか移動させたとき（TR22.6.2）[1]。
3. 直接間接を問わず、レース中に他の競技者に影響を与えたり妨害するような行為、他の規則に違反する行為で自分のレーンや他の競技者のレーンのハードルを倒したり移動させたりしたとき（TR22.6.3）[1]。

ただし、ハードルを蹴り倒しても、そのことだけでは失格とはならず、以前の「故意にハードルを倒す」という規則は削除されている（TR22.6のグリーン部分に明記）。
一方、競技規則は上記のハードルを越えるための要件は、競技者が自身のレーン内で越えることを求めていると読むべきではないとしている（競技者の腕が隣のレーンの競技者に当たったり、邪魔になったりすることは一般的にあるとしている）。また、別のレーンのハードルを蹴り倒したり、ハードルを移動させた場合でも、すでにそれを競技者が飛び越えた後のものであるような場合には、他の規則違反がない限りは必ずしも失格にすべきではないとされている。